# Скит (хип-хоп)
Скит (англ. skit) — небольшой скетч, присутствующий на хип-хоп-альбомах, целью которого является подготовить слушателя к следующей композиции, задать настроение альбома, либо изменить его сценарий. Он может быть исполнен как самим музыкантом, так и кем-то другим, либо взят из другого произведения. Скит может быть отдельной композицией, либо располагаться в начале или конце другой композиции.
Впервые скиты появились на альбоме группы De La Soul 3 Feet High and Rising, выпущенном в 1989 году. К началу 1990-х скиты обрели популярность, с появлением на альбомах группы N.W.A, а также сольных альбомах её участников. На пике популярности скиты были обязательным атрибутом хип-хоп-альбома. Однако к середине 2000-х многие музыканты перестали добавлять их в свои альбомы. Среди причин падения популярности скитов называется возросшая популярность цифровых аудиоформатов, позволяющих пропускать скиты, что было невозможно во времена кассет и виниловых пластинок, и развитие интернета.

## История
Скиты впервые появились в 1989 году, на альбоме 3 Feet High and Rising группы De La Soul. В конце 1988 года, уже закончив работу над альбомом, музыканты и продюсер альбома, Prince Paul, поняли, что альбому чего-то не хватает. Prince Paul и раньше хотел использовать нечто подобное, работая с группой Stetsasonic, но они не приняли его идей, назвав их «ребяческими». De La Soul же, ранее экспериментировавшие с подобными идеями, напротив, сразу заинтересовались. Сам Prince Paul так объясняет использование скитов на 3 Feet High and Rising:

Рэп-альбомы всегда включали в себя какие-то формы диалога. Что-то вроде «Эй, парень, я сейчас ударю тебя в лицо» или «Эй, займёмся этим!», но они не были скетчами с определённой атмосферой. Мы [создали скиты] чтобы заполнить пустоту, создать определённую структуру внутри альбома. Это было что-то, что мы попробовали и оно начало развиваться. Мы никогда не думали, что это станет важной частью рэп-альбомов.
Оригинальный текст (англ.)Rap records always had some dialogue in them, like, ‘Hey man, I’m gonna’ smack you in the face,’ or ‘Yo…let’s get it!’ but they weren’t sketches with a whole vibe to them. We did it to fill that void, to give our album some structure. It was just something we tried out and it evolved. We never thought it would become a rap album staple.

3 Feet High and Rising получил положительные отзывы критиков, называется одним из важнейших альбомов своей эпохи и одним из величайших хип-хоп-альбомов всех времён. На своём втором альбоме, De La Soul Is Dead, группа развила идею скитов. Как пишет журналист Джефф Вайс (англ. Jeff Weiss), «скиты предлагали трёхмерность и сюрреалистическое вознесение <…> Рэп-альбомы внезапно могли быть не просто набором песен. Они могли быть телешоу, панорамным кинофильмом или обладающей самосознанием пародией». De La Soul Is Dead получил положительные отзывы критиков, включая наивысшую оценку 5 из 5 в журнале The Source, и также считается классическим хип-хоп-альбомом.
К началу 1990-х скиты обрели популярность, появившись на альбомах рэперов Западного побережья. Среди исполнителей, популяризировавших скиты, была группа N.W.A. Позже, уйдя из N.W.A, Ice Cube и Dr. Dre также стали использовать скиты, с помощью которых они рассказывали о проблемах в обществе. Рэперы Восточного побережья, среди которых участники группы Wu-Tang Clan (как в составе группы, так и сольно), The Notorious B.I.G. и Mobb Deep, также привнесли скиты в свои альбомы. На пике популярности, скиты были обязательным атрибутом хип-хоп-альбома. Однако уже к середине 1990-х скиты стали считаться в основном бессмысленной помехой при прослушивании альбома.
В XXI веке популярность скитов продолжала падать. В числе музыкантов, использовавших скиты в то время, — Канье Уэст с альбомами The College Dropout и Late Registration, André 3000 из группы Outkast с альбомом Speakerboxxx/The Love Below, Cam’ron с Purple Haze и Mannie Fresh с The Mind of Mannie Fresh. К середине 2000-х популярность скитов упала, и вскоре музыканты перестали добавлять их в свои альбомы. Среди причин падения популярности скитов называется возросшая популярность цифровых аудиоформатов, позволяющих пропускать скиты, что было невозможно во времена кассет и виниловых пластинок, и развитие интернета. Однако, несмотря на падение популярности скитов, ряд музыкантов, среди которых Tyler, The Creator и Кендрик Ламар, продолжают использовать их в своих альбомах.
Скиты встречаются у русскоязычных исполнителей, в частности, на альбоме «Жрите Бонч!» московской хип-хоп группы Бонч Бру Бонч, а также в альбомах  Децла aka Le Truk.

## Виды скитов
Скиты отличаются друг от друга как звучанием, так и целью использования. Так, в своих дебютных работах, таких как Enter the Wu-Tang (36 Chambers) и Liquid Swords, продюсер RZA с помощью скитов, состоящих из диалогов из фильмов о кунг-фу, задаёт мрачную атмосферу альбомам. На Life After Death рэпера The Notorious B.I.G. в начале композиции «Kick In The Door» представлен скит, в котором изображён персонаж Mad Rapper (с англ. — «Безумный рэпер»), завидующий жизни успешных рэперов. Данный скит используется как введение к самой композиции, в которой The Notorious B.I.G. отвечает подобным слушателям. Скиты могут иметь общую идею на протяжении нескольких альбомов. Так, рэпер Эминем на нескольких своих альбомах разместил скиты, в которых его менеджер, Пол Розенберг, оставляет ему сообщения на автоответчик на различные темы. Рэпер MF Doom, используя в скитах отрывки из мультфильмов о Докторе Думе, создаёт с их помощью свой образ.